# Surfing With the Alien
Surfing With The Alien es el segundo álbum del guitarrista estadounidense Joe Satriani, publicado el 15 de octubre de 1987. Para algunos es uno de los más importantes álbumes de guitarra de los 80 y le concedió a Satriani una reputación de virtuoso de la guitarra.
El álbum contiene rápidas y complejas canciones como "Surfing with the Alien" y "Satch Boogie", en contraste a canciones como "Always With Me, Always With You" y "Echo", que son bastante lentas y melódicas. También notable es "Midnight", que utiliza la técnica de tapping con dos manos a una gran velocidad. Para fanes del rock instrumental, el álbum se ha convertido en esencial.
En la portada aparece el personaje de Marvel Comics Silver Surfer.

## Lista de pistas
1. "Surfing with the Alien" - 4:27
2. "Ice 9" - 4:01
3. "Crushing Day" - 5:16
4. "Always with Me, Always with You" - 3:23
5. "Satch Boogie" - 3:14
6. "Hill of the Skull" - 1:50
7. "Circles" - 3:30
8. "Lords of Karma" - 4:50
9. "Midnight" - 1:44
10. "Echo" - 5:40

## Personal
- Joe Satriani - guitarra, bajo, teclados, percusión, programación de batería.
- "Bongo" Bob Smith - programador de batería, diseño de sonido, percusión.
- Jeff Campitelli - batería, percusión.
- John Cuniberti - percusión
- Jeff Kreegar - preproducción de programación y diseño de sonido.

## Posición en listas
Álbum - Billboard (Estados Unidos)
| Año  | Lista             | Posición |
| ---- | ----------------- | -------- |
| 1987 | The Billboard 200 | 29       |

Sencillos - Billboard (Estados Unidos)
| Año  | Sencillo                 | Lista                  | Posición |
| ---- | ------------------------ | ---------------------- | -------- |
| 1988 | "Satch Boogie"           | Mainstream Rock Tracks | 22       |
| 1988 | "Surfing With the Alien" | Mainstream Rock Tracks | 37       |

- Datos: Q1755884